# 独立棒球联盟
独立棒球联盟（英語：Independent Baseball League）指的是与本国或本地区主要职业棒球联盟无关的其他职业棒球联盟。

## 美洲地区
在美洲地区，独立棒球联盟通常指位于美国或加拿大境内的职业棒球联盟，但它们并不受美国职业棒球大联盟的监管，并且它们也不属于其附属的小联盟棒球俱乐部。
北部联盟与边疆联盟都于1993年开赛，而北部联盟的成功为德克萨斯－路易安娜联盟和东北联盟等其他独立联盟铺平了道路。相较而言，大西洋联盟拥有比其他独立联盟更多的明星球员，这包括荷西·坎塞柯、麦特·拉托斯、小史蒂夫·隆巴多兹、弗朗西斯科·罗德里格斯、王建民、罗杰·克莱门斯、里奇·希爾、史考特·卡兹米尔、璜·冈萨雷兹、约翰·洛克、唐崔利·威利斯等。另还有提姆·雷恩斯和瑞奇·韩德森等成功入选国家棒球名人堂；而另一位名人堂选手则在联盟执教过。除此之外，大西洋联盟还拥有诸多知名教练与经理，例如：沃利·巴克曼、弗兰克·维奥拉、汤米·约翰、斯帕基·莱尔和巴德·哈瑞尔森。而北部联盟的著名人物有里昂·达勒姆、J·D·德鲁、达里尔·斯塔比雷等。
独立联盟在美国东北地区蓬勃发展，这是由于该地区的人口稠密度足以支撑多支球队。因为独立联盟球队没有美国职业棒球大联盟附属小联盟球队的那种领地范围限制，因此这些球队可以根据它们的选择搬迁到和彼此尽可能近的地方。例如：宾夕法尼亚州的兰开斯特市因为距离哈里斯堡参议员队和雷丁格斗菲尔斯队太近而无法拥有自己的小联盟球队，最后在这里成立了一只隶属于大西洋联盟的兰开斯特巡回表演家队。此外还有一个案例就是在纽约都会区，这里拥有长岛鸭队、新泽西豺狼队、纽约巨石队、萨塞克斯郡矿工队等多支独立联盟球队。同时，密苏里州的堪萨斯城不仅是美国联盟堪萨斯皇家队的主场，并且也是独立联盟堪萨斯市君主队的主场。

### 现存独立联盟
| 所属组织       | 联盟名称         | 首赛季 | 球队数 | 覆盖范围                                            |
| -------------- | ---------------- | ------ | ------ | --------------------------------------------------- |
| 大联盟伙伴联盟 | 大西洋職棒联盟   | 1998年 | 10     | 美国中大西洋地区 / 美国东南部                       |
| 大联盟伙伴联盟 | 美國职棒协会     | 2006年 | 12     | 美国中西部 / 曼尼托巴省 / 德克萨斯州                |
| 大联盟伙伴联盟 | 边疆联盟         | 1993年 | 16     | 美国中大西洋地区 / 美国中西部 / 安大略省 / 魁北克省 |
| 大联盟伙伴联盟 | 先锋联盟         | 1939年 | 10     | 美國山區                                            |
| 独立联盟       | 聯合湖岸職棒联盟 | 2016年 | 4      | 密歇根州                                            |
| 独立联盟       | 帝国職棒联盟     | 2016年 | 4      | 美国东北部                                          |
| 独立联盟       | 佩科斯联盟       | 2011年 | 16     | 加利福尼亚州 / 堪萨斯州 / 美国西南部 / 美国山区南部 |

### 已解散的联盟
| 联盟名称               | 首赛季 | 末赛季 | 覆盖范围                                             |
| ---------------------- | ------ | ------ | ---------------------------------------------------- |
| 全美协会               | 2001年 | 2001年 | 美国南部                                             |
| 亚利桑那－墨西哥联盟   | 2003年 | 2003年 | 亚利桑那州 / 墨西哥                                  |
| 大西洋沿岸联盟         | 1995年 | 1995年 | 美国东南部                                           |
| 大南方联盟             | 1996年 | 1997年 | 阿肯色州 / 密西西比州 / 田纳西州                     |
| 加拿大美籍职业棒球协会 | 2005年 | 2019年 | 美国东北部 / 魁北克省 / 安大略省                     |
| 加拿大棒球联盟         | 2003年 | 2003年 | 加拿大                                               |
| 卡罗来纳联盟           | 1936年 | 1938年 | 北卡罗来纳州皮埃蒙特地区                             |
| 中央棒球联盟           | 1994年 | 2005年 | 美国南部                                             |
| 大陆棒球联盟           | 2007年 | 2010年 | 美国西南部                                           |
| 帝国州联盟             | 1987年 | 1987年 | 纽约州                                               |
| 自由职业棒球联盟       | 2012年 | 2013年 | 亚利桑那州                                           |
| 黄金棒球联盟           | 2005年 | 2010年 | 夏威夷 / 美国西部 / 加拿大西部 / 墨西哥              |
| 金州棒球联盟           | 1995年 | 1995年 | 加利福尼亚州                                         |
| 大中央联盟             | 1994年 | 1994年 | 美国上中西部                                         |
| 中心地区联盟           | 1996年 | 1998年 | 美国中西部 / 美国东北部 / 美国东南部                 |
| 美洲内部联盟           | 1978年 | 1979年 | 美国 / 多米尼加共和国 / 巴拿马 / 波多黎各 / 委内瑞拉 |
| 美国中部联盟           | 1995年 | 1995年 | 美国中西部                                           |
| 雷尼尔山职业棒球联盟   | 2015年 | 2015年 | 华盛顿州 / 俄勒冈州 / 蒙大拿州                       |
| 北大西洋联盟           | 1995年 | 1996年 | 美国东北部 / 加拿大                                  |
| 北部美洲联盟           | 2011年 | 2012年 | 美国西部 / 德克萨斯州 / 伊利诺伊州 / 加拿大          |
| 北部中央联盟           | 1994年 | 1995年 | 美国上中西部 / 加拿大                                |
| 北国棒球联盟           | 2015年 | 2015年 | 纽约州 / 缅因州                                      |
| 东北联盟               | 1995年 | 2004年 | 美国东北部 / 加拿大                                  |
| 北部联盟               | 2993年 | 2010年 | 美国上中西部 / 堪萨斯州 / 加拿大                     |
| 太平洋协会             | 2013年 | 2019年 | 加利福尼亚州                                         |
| 北美草原联盟           | 1995年 | 1997年 | 美国上中西部 / 加拿大                                |
| 南部海岸联盟           | 2002年 | 2003年 | 美国东南部                                           |
| 东南联盟               | 2002年 | 2003年 | 美国东南部                                           |
| 西南棒球联盟           | 1995年 | 1997年 | 美国西南部                                           |
| 骥骜棒球联盟           | 2017年 | 2017年 | 肯塔基州                                             |
| 联合棒球联盟           | 2006年 | 2014年 | 德克萨斯州                                           |
| 西部棒球联盟           | 1995年 | 2002年 | 美国西海岸地区                                       |

## 亚洲地区

### 日本
在日本，自国民棒球联盟（1947年－1928年）和全球联盟 (日本棒球)（1966年－1969年）成立以来，其国内就没有独立的棒球联盟。但是，在发生2004年日本职业棒球重组事件后，有关独立联盟的组建在日本国内展开了讨论。几经波折，截至2022年，日本国内共有7个独立联盟处于活跃中。
国民棒球联盟旨在成为与日本棒球联盟（现日本棒球机构）对等的棒球联盟，但受挫后于2004年发展成为独立联盟。国民棒球联盟除了与球队所在社区保持密切关系外，还为那些目标成为日本棒球机构球员的选手提供机会，以培养球员为主要任务。
在日本要组织一个独立棒球联盟需要面对诸多问题，例如：费用问题，缺乏赞助商或实际运营费用远超预计等；人员问题，缺乏裁判、工作人员以及选手本身等。这些都会导致即便有出色的独立联盟运营计划，最后却无法被实际执行。而且即便在独立联盟开赛后还是有不少风险，特别是如何确保运营资金持续稳定提供就是个大问题。关西独立联盟在第一赛季中期就出现运营公司退出的问题；而到了赛季末，联盟更是发生球队退出及内部分裂等问题。而从关西独立联盟分裂出来的日本未来棒球联盟也因为大阪球队出现运营困难等问题，在组建一年后宣告解散。而四国岛联盟＋和棒球挑战联盟则采取多元赞助及获取地方支持等方法来努力维系其运营。
2009年11月18日，关西独立联盟、棒球挑战联盟、四国·九州岛联赛和日本未来棒球联盟等四大独立联盟的代表齐聚东京，就统一各大联盟政策（例如：球员工资和管理规则）等目标进行了讨论和交流。如果但是这个目标得以实现的话，那么关西地区的“一地区两联盟”而导致的球场不确定性问题将得以解决。 2010年4月1日，四大联盟成立了一个自愿的独立联盟联络委员会。2012年3月，四国·九州岛联赛和棒球挑战联盟就育成选手派遣与日本棒球机构达成协议；而根据当时发表的公告来看，独立联盟联络委员会已经只是该两个联盟的自愿团体，关西独立联盟已经退出该组织。在历经加盟球队变更、退出以及停赛等诸多问题后，关西独立联盟在2013赛季宣布终止运营。而原本隶属该联盟的两支球队随后组建了“棒球第一联盟”并于2014年4月开赛。